# Торас
Торас (ісп. Torás (офіційна назва), валенс. Toràs) — муніципалітет в Іспанії, у складі автономної спільноти Валенсія, у провінції Кастельйон. Населення — 253 особи (2010).

## Географія
Муніципалітет розташований на відстані близько 260 км на схід від Мадрида, 55 км на захід від міста Кастельйон-де-ла-Плана.

## Демографія
Динаміка населення (INE ):

## Галерея зображень

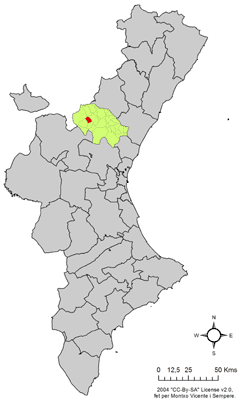
Розташування муніципалітету Торас у автономній спільноті Валенсія
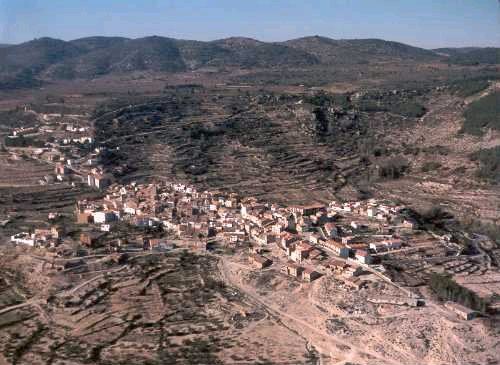
Панорама
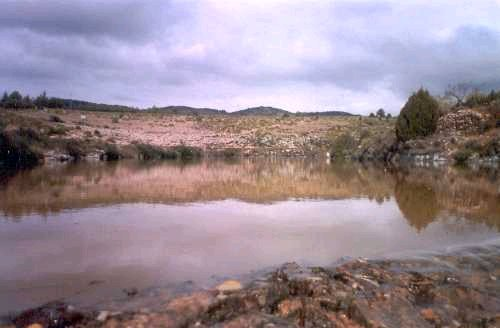
Водосховище Камарільяс